# Maria Kuczmann
Maria Kuczmann (Leverkusen, 1º settembre 1957) è un'ex cestista tedesca.
È la moglie di Achim Kuczmann e la madre di Michael Kuczmann.

## Carriera
Con la Germania Ovest ha disputato due edizioni dei Campionati europei (1981, 1983).